# Sypilus boeroi
Sypilus boeroi är en skalbaggsart som beskrevs av Prosen 1960. Sypilus boeroi ingår i släktet Sypilus och familjen långhorningar. Inga underarter finns listade i Catalogue of Life.